# ثائب

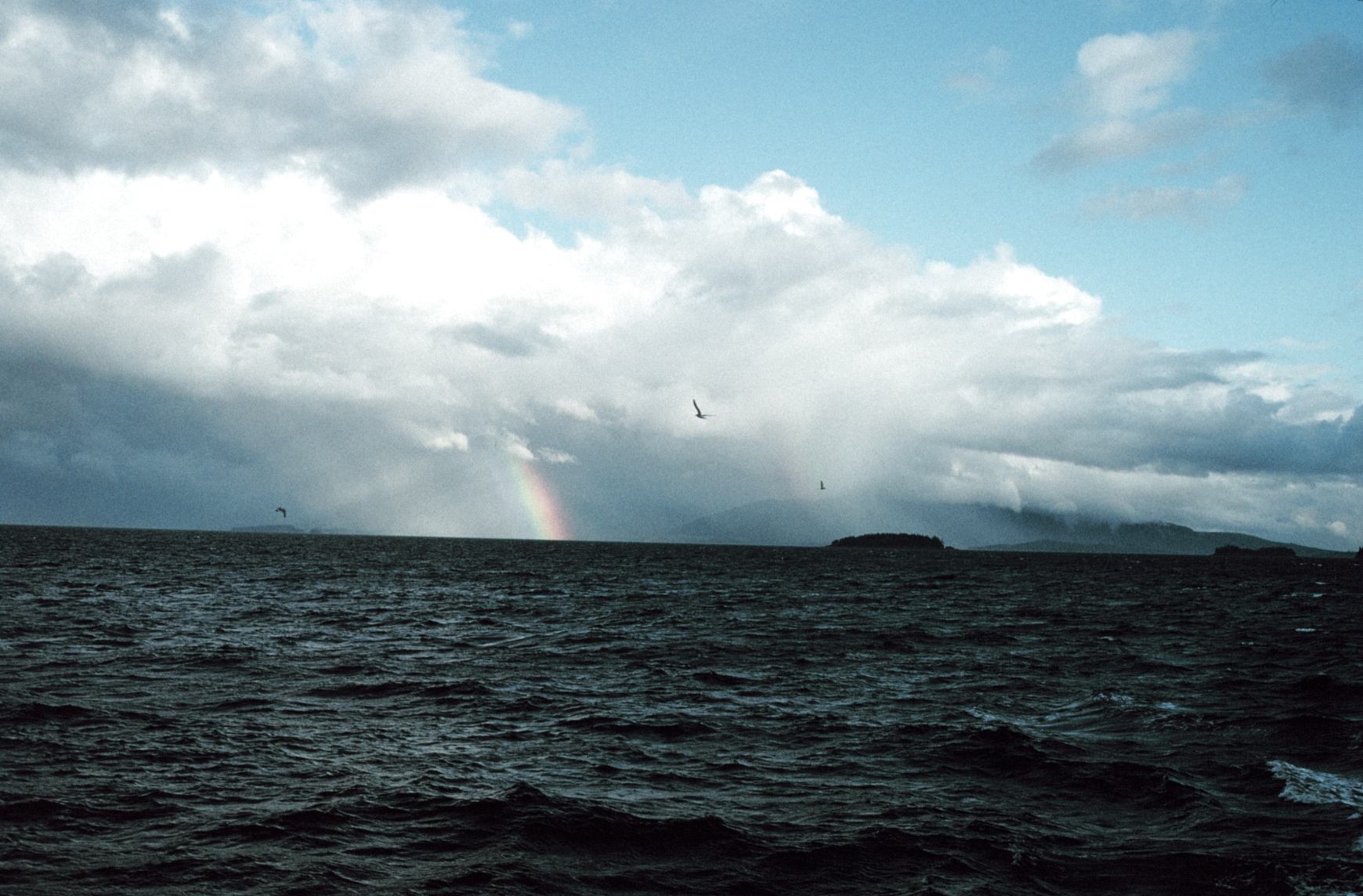
ظهور قوس قزح بعد ثائب في عرض البحر.

الثائب أو النائجة أو النأج أو الهَبَّة النَوئية أو العَصْفَة أو الزوبعة هي حركة مفاجئة سريعة للرياح تكون مترافقة عادة مع تغيرات في الطقس، مثل هطول الأمطار أو الثلوج أو عواصف رعدية. تكون سرعة الرياح في الزوابع كبيرة، وقد تصل إلى سرعات مرتفعة خلال وقت قصير نسبياً.

## اقرأ أيضاً
- دوامة